# Cabrera de Mar
Cabrera de Mar és un municipi de la comarca del Maresme. Seguint el litoral es troba entre les localitats de Vilassar de Mar i Mataró, tot i que el seu nucli urbà principal és a uns 2,5 km del mar, en una petita vall entre els turons de Burriac (on es troba el castell del mateix nom) i de Montcabrer. A part dels dos municipis citats anteriorment, Cabrera de Mar també limita amb Cabrils i Argentona.
| Òrrius          | Argentona | Mataró |
| Cabrils         |           |        |
| Vilassar de Mar |           | mar    |

## Geografia
- Llista de topònims de Cabrera de Mar (Orografia: muntanyes, serres, collades, indrets..; hidrografia: rius, fonts...; edificis: cases, masies, esglésies, etc).

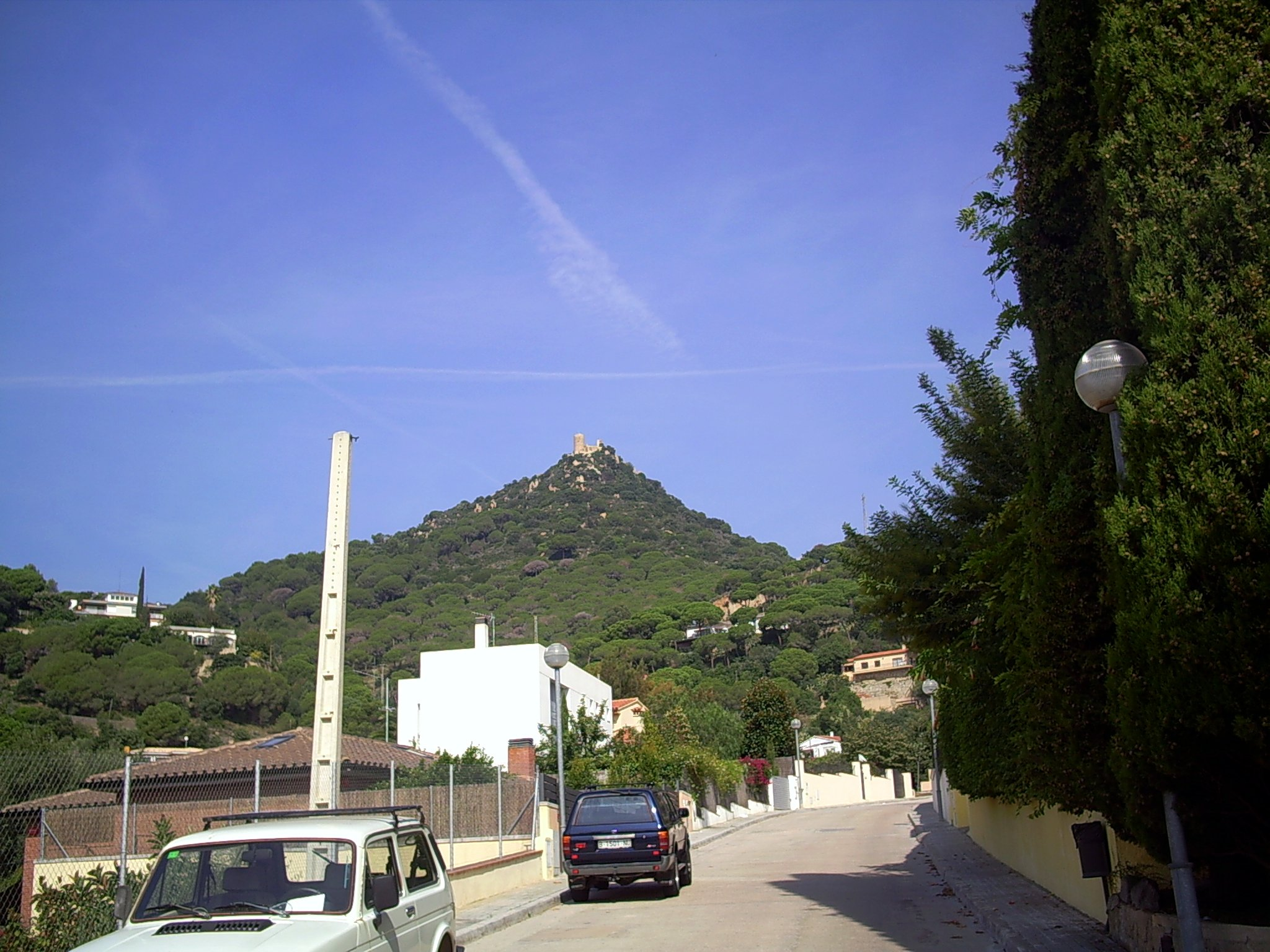
Burriac, des de Cabrera de Mar

La població està dispersa en diversos nuclis i urbanitzacions d'orígens molt diferents. A l'interior es troba el nucli antic o centre urbà del municipi i els nuclis d'Agell (també conegut com a Santa Helena d'Agell), Sant Joan de Munt i Mas Terrillo. En el litoral es troben els nuclis del Pla de l'Avellà (en el límit amb Vilassar), Costamar i Bonamar.
L'àrea més propera al mar (fins a aproximadament uns 2 km de la costa) presenta un perfil pla. La línia de costa està formada per una platja de sorra, continuació de la platja de Vilassar. Per contra, l'àrea interior presenta un relleu molt accidentat, per la presència de la Serra de Sant Mateu, que forma part de la Serralada Litoral.
Un aspecte característic de la comarca del Maresme i de Cabrera de Mar és la presència de nombroses rieres (o rambles), per la proximitat de la Serralada Litoral respecte al mar. Aquests torrents, generalment de poca longitud, romanen secs la major part de l'any; però presenten perilloses crescudes quan es produeixen pluges intenses. Les rieres més importants del municipi són (de sud a nord) la de Cabrera, la d'Agell i la d'Argentona (aquesta última separa els termes municipals de Cabrera de Mar i Mataró).

## Història
Els antics habitants de Cabrera de Mar, pertanyien al poble-estat iber dels laietans, el qual controlava el territori delimitat pel massís del Garraf al sud, la delta de la Tordera pel nord i la serralada prelitoral a l'interior.
El poblat de Burriac feia la funció de capital d'aquest territori, i tot i que es va començar a ocupar en el segle VI aC, fou vers el segle iv aC quan va assolir aquest paper polític, i també quan va construir les seves muralles i la seva trama de carrers. Aquest poblat va ocupar una superfície d'entre 7 i 10 ha. i és un dels nuclis urbans ibèrics de major extensió del país.
Fins a la fi del segle iii aC el poblat de Burriac va conservar la seva hegemonia política i el seu poder econòmic basat en el control dels centres productors de blat de la plana del Vallès, aquesta riquesa ve reflectida pels aixovars que hi ha a les tombes de nobles i guerrers, que s'han trobat a Can Rodón de l'Hort, a Can Ros i al Turó dels dos Pins.
En aquest darrer lloc es construeix a més durant la meitat del segle iii aC una imponent torre de guaita i defensa d'un punt estratègic. Després de la 2a guerra púnica (218-207 aC), entre Roma i Cartago, i la consegüent victòria romana. L'estat romà va decidir controlar políticament els territoris de les nacions iberes.
Aquesta situació va provocar una revolta general l'any 197 aC en la qual participaren també els laietans, i que va ser sufocada pel consol Cató l'any 195 aC. Després d'aquest conflicte, la situació política canvia radicalment i sembla que es perd el control de la plana de producció de blat del Vallès. Així mateix, la Torre del Turó dels Dos Pins es desmunta i les necròpolis de guerrers es deixen d'utilitzar. És en aquest moment també quan comencen a aparèixer alguns petits nuclis agrícoles a la plana, com són Can Bartomeu, Can Modolell, Can Català i l'Hostal, que presagien ja un nou model de vida basat en l'economia de subsistència i d'intercanvi de petits excedents. Si el poblat de Burriac havia estat el centre polític fins aquest moment, a partir d'aleshores l'estat romà va decidir de construir un nou centre polític i administratiu en la Vall de Cabrera, que fos la residència tant del governador com dels seus delegats, els cobradors d'impostos, funcionaris, així com de les élites indígenes que havien assolit el grau de confiança o integració necessària per als itàlics.
Aquesta mena de ciutat va ocupar una superfície de vora 1 ha., i la coneixem avui dia amb els noms de Ca l'Arnau, Can Mateu i Can Benet. Les excavacions ha permès documentar estructures importants, com són les termes públiques, que són ara per ara, les més antigues de la Península, i també ens han informat que aquest nucli es va abandonar de manera voluntària vers els primers decennis del segle i aC, segurament amb el projecte de fundar una nova ciutat més gran i més a prop del mar, que es va anomenar Iluro, avui dia Mataró.
En els anys posteriors la Vall de Cabrera va continuant essent habitada per vil·les romanes, que funcionaven com les masies actuals, les quals de vegades tenen les seves arrels en aquesta època. La importància d'aquesta vall va quedar encara patent, per la construcció d'un santuari a Can Modolell, que en època imperial, va dedicar el seu culte al deu oriental Mitra.
Aquest centre cerimonial va rebre ofrenes de tota la població dels voltants, entre els quals destaquen dos càrrecs municipals segurament d'Iluro, fins que amb l'arribada del cristianisme es va transformar en una explotació de caràcter rural, propera a la desapareguda capella de Santa Anna.
Aprofitant unes antigues construccions romanes, vers el segle xi es va edificar el castell de Burriac, que llavors era conegut amb el nom de Castell de Sant Vicenç, ja que aquest era el sant a qui es dedicava la capella del castell, i no és fins al segle xiv que es documenta el nom de Burriac.
Durant el segle xv el senyor del castell va ampliar i renovar les instal·lacions, la qual cosa va permetre que fos habitat durant els dos segles següents, i ja dins el segle xviii fou definitivament abandonat, tot i que sembla que la capella de Sant Vicenç, la qual llavors ja depenia de la parròquia de Sant Feliu, va continuar funcionant de manera discontínua fins al segle xix.
Cabrera de Mar històricament s'havia denominat, des de sempre, Cabrera de Mataró, fins que als anys 60 van decidir el canvi de nom.

## Demografia
Entre 1998 i 2011, la població del municipi ha augmentat en 967 habitants, cosa que representa un increment del 27% i una taxa de creixement mitjana del 2% anual.
| 1497 f | 1515 f | 1553 f | 1717 | 1787 | 1857  | 1877 | 1887 | 1900 | 1910 |
| ------ | ------ | ------ | ---- | ---- | ----- | ---- | ---- | ---- | ---- |
| 38     | -      | 50     | 678  | 613  | 1.078 | 813  | 722  | 806  | 991  |

| 1920  | 1930  | 1940  | 1950  | 1960  | 1970  | 1981  | 1990  | 1992  | 1994  |
| ----- | ----- | ----- | ----- | ----- | ----- | ----- | ----- | ----- | ----- |
| 1.076 | 1.102 | 1.152 | 1.262 | 1.487 | 1.705 | 1.695 | 2.770 | 2.915 | 2.915 |

| 1996  | 1998  | 2000  | 2002  | 2004  | 2006  | 2008  | 2010  | 2012  | 2014  |
| ----- | ----- | ----- | ----- | ----- | ----- | ----- | ----- | ----- | ----- |
| 3.417 | 3.561 | 3.716 | 3.863 | 3.991 | 4.174 | 4.321 | 4.504 | 4.532 | 4.525 |

| 2016  | 2018  | 2020  | 2022  | 2024  | 2026 | 2028 | 2030 | 2032 | 2034 |
| ----- | ----- | ----- | ----- | ----- | ---- | ---- | ---- | ---- | ---- |
| 4.553 | 4.664 | 4.747 | 4.848 | 5.018 | -    | -    | -    | -    | -    |

## Política
Govern municipal
| Període      | Nom de l'alcalde/-essa       | Partit polític       | Data de possessió |
| ------------ | ---------------------------- | -------------------- | ----------------- |
| 1979 - 1983  | Antoni Carbonell Reniu       | CiU                  | 19/04/1979        |
| 1983 - 1987  | Antoni Carbonell Reniu       | CiU                  | 28/05/1983        |
| 1987 - 1991  | Antoni Carbonell Reniu       | CiU                  | 30/06/1987        |
| 1991 - 1995  | Ramón Boadas Masriera        | Independents         | 15/06/1991        |
| 1995 - 1999  | Ramón Boadas Masriera        | Independents         | 17/06/1995        |
| 1999 - 2003  | Carles Rocabert Shelly       | ERC                  | 03/07/1999        |
| 2003 - 2007  | Carles Rocabert Shelly       | ERC                  | 14/06/2003        |
| 2007 - 2011  | Jaume Borràs Ferré Joan Vilà | CiU Gent per Cabrera | 16/06/2007        |
| 2011 - 2015  | Jordi Mir i Boix             | CiU                  | 11/06/2011        |
| 2015 - 2019  | Jordi Mir i Boix             | Junts per Catalunya  | 24/05/2015        |
| 2019 - 2023  | Jordi Mir i Boix             | Junts per Catalunya  | 26/05/2019        |
| Des del 2023 | Òscar Fernández Cuñado       | Junts per Catalunya  | 28/03/2023        |

'''Cabrera de Mar (Maresme)''' - 11 regidors (majoria absoluta: 6) 
Resultats electorals 2023
| Partit                               | Partit                               | Percentatge | Regidors |
| ------------------------------------ | ------------------------------------ | ----------- | -------- |
| Junts per Catalunya                  | Junts per Catalunya                  | 61,94%      | 8        |
| Partit dels Socialistes de Catalunya | Partit dels Socialistes de Catalunya | 15,99%      | 2        |
| CUP                                  | CUP                                  | 7,87%       | 1        |
| Participació                         | Participació                         | 61,72%      | -        |

### Símbols
L'escut oficial de Cabrera de Mar té blasonament caironat d'argent, una cabra de sable dextrada d'un arbre de sinople les fulles del qual està menjant; ambdós sostinguts d'un peu d'atzur. Per timbre una corona mural de poble. Va ser aprovat el 6 de setembre de 1994 i publicat al DOGC el 19 del mateix mes amb el número 1949. Armes parlants que tradicionalment al·ludeixen al nom del poble: la cabra menjant de l'arbre col·locada sobre el peu d'atzur que fa referència al mar.

## Economia

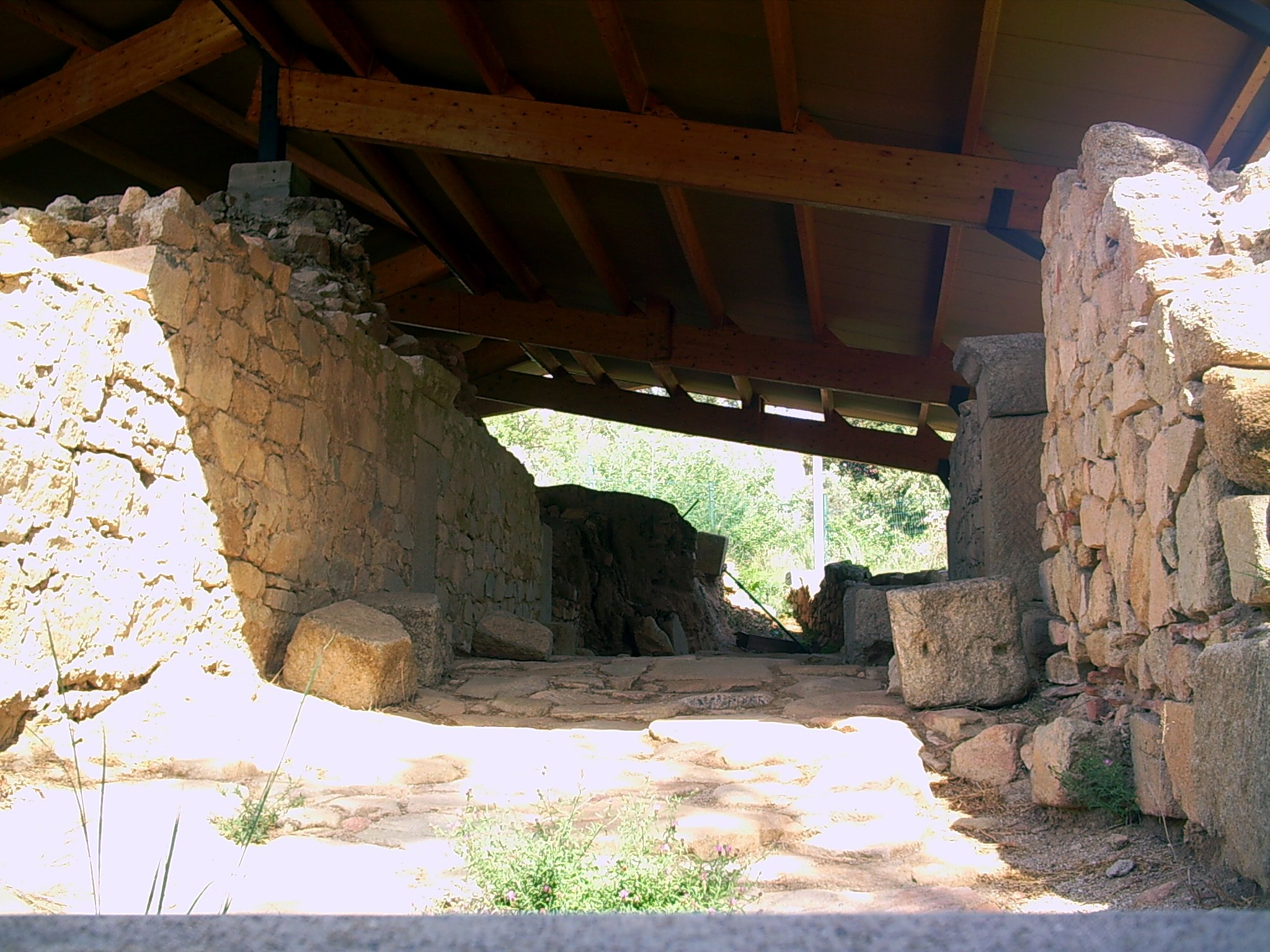
Jaciment de Can Modolell

L'economia del municipi es fonamenta en l'agricultura de flors i plantes ornamentals; i la indústria, amb un extens polígon industrial al Camí del Mig i a la zona que limita amb Mataró. I del sector serveis destaca un important centre comercial. Els dimarts hi ha un mercat setmanal.

## Llocs d'interès
- Restes de l'antic Castell de Burriac.
- Església parroquial de Sant Feliu: d'estil gòtic català tardà, en destaca un magnífic retaule renaixentista i un orgue contemporani neobarroc.
- Criptopòrtic del jaciment de Can Modolell: jaciment romà-medieval.
- Poblat ibèric d'Ilturo, a la muntanya de Burriac.
- Les masies de can Bartomeu i de cal Conde, actualment de propietat municipal.
- El jaciment arqueològic de ca l'Arnau, amb uns banys romans que s'han pogut datar entre els anys 150 - 75 aC, cosa que els converteix en uns dels més antics que es coneixen a Hispània.

## Festes locals
Festa Major de Sant Feliu
La festivitat local de Cabrera de Mar és la Festa Major de Sant Feliu, que se celebra a principis d'agost amb motiu de Sant Feliu (1 d'agost), el patró del poble. Durant aquestes festes es realitzen actes populars i tradicionals:
- Correfoc. S'organitza gràcies a “Els Macabres de Cabrera i Els Mansuets de Foc” entre d'altres. El recorregut sol ser pel nucli urbà del poble, sortint des de l'Ajuntament i arribant al final per la Riera.

- Xeringada, un esdeveniment força instaurat que fa sortir al carrer a gran part dels cabrerencs.
- Baixada d'andròmines de Cabrera de Mar, que compte amb un gran nombre de participants i a poc a poc s'està consolidant com un dels esdeveniments més importants i engrescadors de la Festa Major. Els participants dissenyen un vehicle no motoritzat que a la baixada d'andròmines hauran de "pilotar". Els vehicles més originals són premiats.
- "El ball de bastons", una tradició recentment deixada de banda, que és típica de molts indrets de Catalunya (introduït l'any 2013).
- Gimcana de Festa Major per als nens, que se celebra al camp de futbol (introduït l'any 2013).

Festa Jove La Cabronada
La Festa Jove La Cabronada és la festa organitzada per l'Associació la Cabronada pels joves de Cabrera de Mar. Tracta de diversos esdeveniments perquè els joves cabrerencs i tots els habitants del poble puguin involucrar-se més amb la Festa Major i de retruc amb la Festa Jove. Té lloc a la platja de Cabrera de Mar i consta principalment d'activitats durant la tarda i de concerts musicals i actuacions de DJs durant la nit.
Festa ibero-romana
Se celebra bianualment per la primavera (maig - juny) amb motiu del rerefons històric de Cabrera de Mar. És tradició per tots els que participen en esdeveniments a la festa dur vestimentes relacionades amb el motiu de la festa, és a dir, vestits romans.
Festa Major d'hivern
La Festa Major d'hivern se celebra el 22 de gener, Sant Vicenç.

## Personatges il·lustres
En aquest poble del Maresme fou enterrat l'actor aragonès Francisco Martínez Soria, el 28 de febrer de 1982, lloc on ell i la seva família feia anys que residien.
A can Soria hi ha un bust en memòria del seu pas per aquest poble. * 

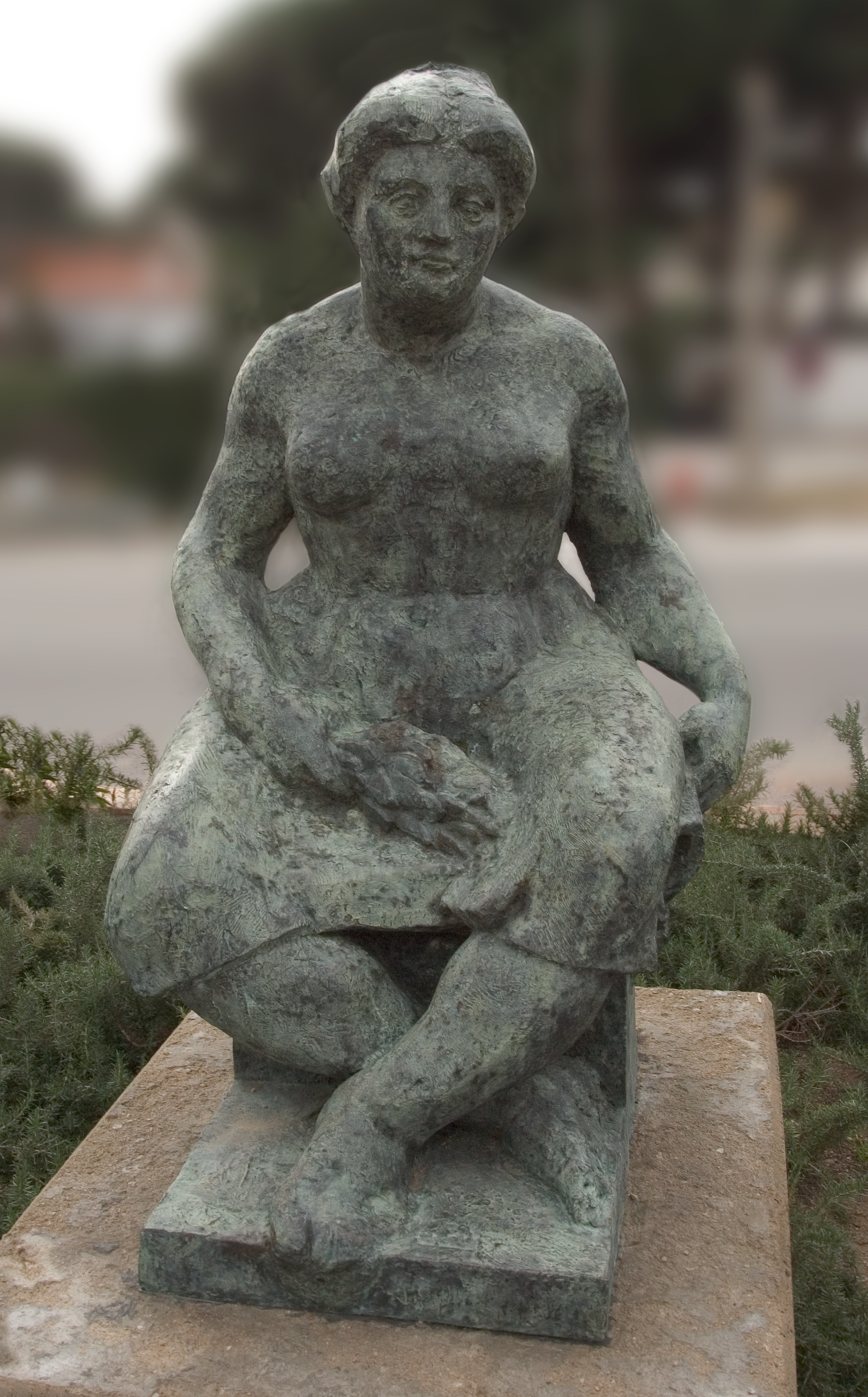
Fèlix Albajes, 1991; escultura la Dona Catalana a la Plaça Nova 1 d'octubre de Cabrera de Mar, Maresme

El pintor i escultor Fèlix Albajes i Garcia va viure intermitentment a Cabrera a partir de 1963 i hi fixà la seva residència els últims quinze anys de la seva vida, on morí el 1996. Obra seva és el timpà del portal d'entrada de l'Església parroquial de Sant Feliu, així com l'escultura de la Dona Catalana a la Plaça Nova 1 d'octubre del municipi.
També és el poble on va néixer l'economista Xavier Sala i Martín.
Al mateix cementiri hi ha la tomba de l'arquitecte barceloní Josep Domènech i Estapà (m. 1917), qui residia al poble.